# ستيفن كابلان (كاتب)
ستيفن كابلان (بالإنجليزية: Stephen Kaplan)‏ هو صحفي وكاتب أمريكي، ولد في 19 سبتمبر 1940 في ذا برونكس في الولايات المتحدة، وتوفي في 9 يونيو 1995.

## وصلات خارجية
- ستيفن كابلان على موقع IMDb (الإنجليزية)